# Ralf Wagner (Fußballspieler)
Ralf Wagner (* 29. April 1958) ist ein deutscher ehemaliger Fußballspieler. In den 1980er-Jahren spielte er für die Betriebssportgemeinschaft (BSG) Sachsenring Zwickau in der DDR-Oberliga, der höchsten Liga im DDR-Fußball.

## Sportliche Laufbahn
Im DDR-weiten Ligenbetrieb tauchte Ralf Wagner erstmals in der Saison 1981/82 auf. Für den zweitklassigen DDR-Ligaaufsteiger Motor Ascota Karl-Marx-Stadt bestritt er 19 Punktspiele durchgehend als Mittelfeldspieler und erzielte dabei zwei Tore. Die Mannschaft stieg bereits nach einer Saison wieder ab und spielte danach nur noch in der drittklassigen Bezirksliga. Wagner blieb noch bis 1984 bei Ascota, ehe er sich danach dem DDR-Ligisten Sachsenring Zwickau anschloss. Mit der BSG Sachsenring bestritt Wagner sechs Spielzeiten, darunter 1985/86 und 1988/89 in der DDR-Oberliga. Er gehörte stets zum Spielerstamm und wurde in den in seinem Zeitraum ausgetragenen 188 Punktspielen 150-mal eingesetzt. Dabei kam er achtmal zum Torerfolg. In der Oberliga bestritt Wagner 44 Spiele, in denen er torlos blieb. Die meisten Einsätze hatte er als Mittelfeldspieler, zeitweise war er aber auch Abwehrspieler. 
Nach der politischen Wende von 1989 wurde die BSG Sachsenring Anfang 1990 in den Fußball-Sport-Verein Zwickau (FSV) umgewandelt, der noch bis 1991 zweitklassig blieb. In diesen zwei Spielzeiten trug er in der DDR-Liga bzw. in der Nordost-Liga 47 Punktspiele aus, in denen Ralf Wagner 43-mal zum Einsatz kam und acht Tore erzielte. In den folgenden drei Spielzeiten waren die Zwickauer in der NOFV-Oberliga drittklassig. 1992 beteiligte sich der FSV als Staffelsieger an der Aufstiegsrunde zur 2. Bundesliga, verpasste aber als Zweiter unter vier Bewerbern den Aufstieg. Wagner wurde in allen sechs Begegnungen aufgeboten und steuerte drei Tore bei. 1994 erreichte der FSV noch einmal die 2. Bundesliga-Aufstiegsrunde und schaffte diesmal den Aufstieg. Diesmal waren vier Aufstiegsspiele zu absolvieren. Wagner, in dieser Saison Mannschaftskapitän, war wieder an allen Begegnungen beteiligt, jedoch ohne Torerfolg. Die Zweitligasaison 1994/95 war Wagners letzte Spielzeit im höherklassigen Fußball. Hauptsächlich im Mittelfeld aufgeboten bestritt 32 der 34 Zweitligaspiele und erzielte noch einmal vier Tore. Danach zog er sich aus dem Spitzenfußball zurück.